# Sullivan-Nunatak
Der Sullivan-Nunatak ist ein bis zu 1880 m hoher, langer und schmaler Nunatak im Australischen Antarktisterritorium. Er ragt 3 km östlich des Südendes der Wellman-Kliffs in der Geologists Range im Transantarktischen Gebirge auf.
Der United States Geological Survey kartierte ihn anhand von Tellurometervermessungen und mithilfe von Luftaufnahmen der United States Navy zwischen 1960 und 1962. Das Advisory Committee on Antarctic Names benannte ihn 1966 nach dem US-amerikanischen Geologen James G. Sullivan, der im antarktischen Winter 1961 und der Sommersaison von 1961 bis 1962 für das United States Antarctic Research Program auf der McMurdo-Station tätig war.